# Xiston

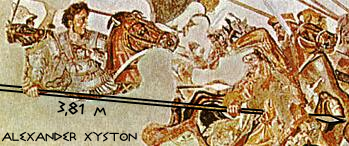
Lo xiston di Alessandro Magno - particolare dal mosaico romano "Battaglia di Isso".

Xyston (ξυστόν, "lancia o giavellotto" in Greco antico) era una lancia da cavalleria in uso nell'Antica Grecia. Arma molto lunga, 3,5-4,25 m (11-13,9 piedi), era realizzata in legno di corniolo con una punta in metallo.
Lo xiston viene sempre citato come arma degli Hetairoi (ἑταῖροι), la cavalleria d'élite del Regno di Macedonia usata come arma risolutiva dai sovrani Filippo II di Macedonia ed Alessandro Magno nelle loro battaglie più importanti. Alla morte di Alessandro, gli hetairoi iniziarono ad essere chiamati, per l'appunto, xystophoroi (ξυστοφόροι, "portatori della lancia").
Secoli dopo le fortune dell'esercito macedone, lo scrittore greco Giuseppe Flavio, nella sua opera Bellum Judaicum, usa il termine xiston per indicare il giavellotto dell'esercito romano, il pilum.

## Uso
Gli studiosi non sono ancora in grado di comprendere appieno le modalità di utilizzo dello xiston. Non sappiamo con certezza se, durante la carica, l'arma era portata sottobraccio o soprabraccio, né siamo in grado di comprendere appieno la sua efficacia come arma d'urto. Rispetto ad altre più famose lance da cavalleria pesante, come il contus dei Sarmati o la lancia da giostra dei cavalieri medievali, lo xiston degli hetairoi era un'arma leggera, tanto leggera da vibrare durante il galoppo.

### Fonti
- Flavio Giuseppe, Bellum Judaicum

### Studi
- Ruth Sheppard, Alexander the Great at War: His Army – His Battles – His Enemies, Osprey Publishing, 2008, ISBN 978-1-84603-328-5.
- Robert E. Gaebel, Cavalry Operations in the Ancient Greek World, University of Oklahoma Press, 2004, ISBN 978-0-8061-3444-4.
- George Cameron Stone e Donald J. LaRocca, A glossary of the construction, decoration and use of arms and armor in all countries and in all times, Courier Dover Publications, 1999, ISBN 978-0-486-40726-5, p. 670.
- Robin Lane Fox, Alessandro Magno, Torino, 1981.